# Mistgabel
Eine Mistgabel (mhd. die mistgabel, ahd. die mistcapala, mistgabala) oder auch Mistforke ist ein mit Zinken versehenes, etwa 170 cm langes landwirtschaftliches Werkzeug, das hauptsächlich zum Aufnehmen und kurzzeitigen Transport von Mist und Einstreu verwendet wird. Eine Mistgabel wird landschaftlich unterschiedlich auch Forke, Gräpe/Grepe, Mulch-, Dünger- oder Dunggabel genannt. Die fünfzinkige Gabel bezeichnet man heute oft mit dem Handelsnamen Kompostgabel.

## Aufbau der Mistgabel

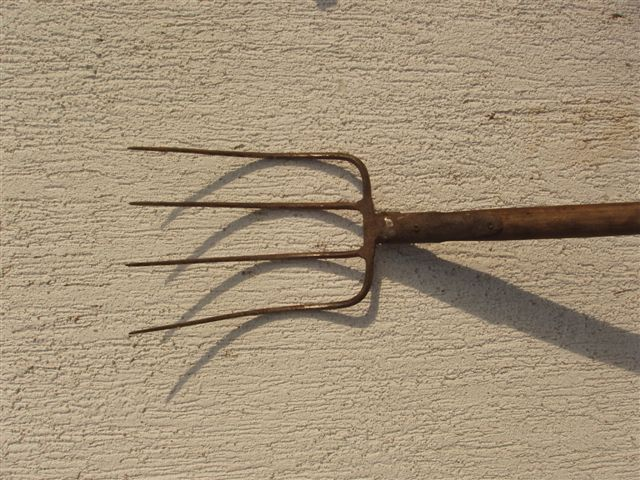
Kopf einer Mistgabel

Die Mistgabel besteht aus einem gabelförmigen Kopf, der mit vier oder fünf nur sehr leicht gebogenen Zinken von ca. 30 bis 40 cm Länge versehen ist. Der Stiel ist kräftiger und kürzer als der der Heugabel und ebenfalls nur leicht oder nicht gebogen. Die Zinken sind angespitzt, jedoch bedingt durch die Verwendung zum Kratzen und Schaben. Sie waren historisch ebenfalls aus Holz gefertigt, bestehen heute aber aus Stahl. Im Unterschied dazu besitzt die Heugabel einen längeren, dünnen und geschwungenen Stiel sowie zwei oder drei stark geschwungene Zinken. Wie alle Gabeln ist auch die Mistgabel eine ständige Quelle für Arbeitsunfälle.
Es gibt auch eine mit rechtwinklig gebogenen Zinken ausgeführte Form als Misthacke.

## Verwendung der Mistgabel

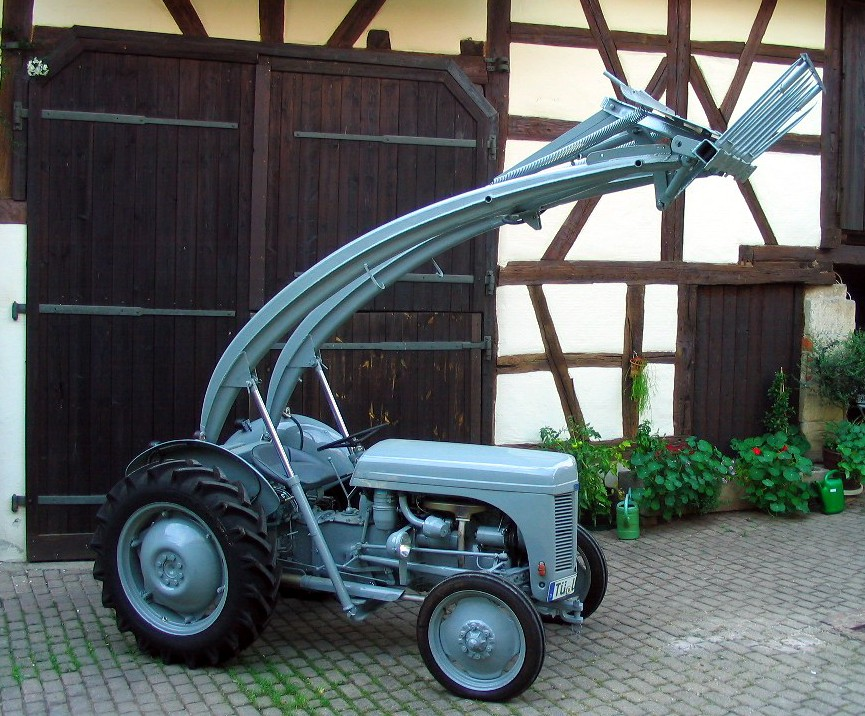
Frontlader mit Mistgabel und geschwungenem Laderarm (englisch: banana loader and muck fork)

Die Mistgabel wird heute noch in allen landwirtschaftlichen Betrieben als universelles Werkzeug für viele Aufgaben verwendet, auch wenn die Bedeutung aufgrund der Mechanisierung der Landwirtschaft geringer geworden ist. Sie wird sowohl zum Ausmisten eines Stalles genutzt, das heißt zum Entfernen der mit Einstreu verbundenen Tierexkremente in eine Schubkarre, als auch zum Ausbringen des Mists als Düngemittel auf so genannte Mistbeete oder Felder. Beim Ausmisten wird oft mit den Zinken senkrecht auf dem Beton- oder Steinboden gekratzt, um die Exkremente zu lösen. Ähnlich wie die Grabegabel ist auch die Mistgabel geeignet, tief in festes Material gesteckt zu werden. Die Anordnung der Zinken erlaubt es, mit dem Fuß nachzutreten. Ebenso wird sie zum Verteilen und Transportieren von Einstreu genutzt.
Auch die Feuerwehr führt ein solches Gerät in den Löschfahrzeugen mit sich. Es dient dem Auflockern und Auseinanderziehen von Brandgut.

## Herstellung
Mistgabeln wurden früher aus Holz geschnitzt. Der Verschleiß war sehr hoch. Heute wird der Gabelkopf umformtechnisch durch Schmieden aus hochwertigem Stahl hergestellt. Die Haltbarkeit ist sehr viel höher. Die Gabel ist im norddeutschen Raum mittels einer Federzwinge oder im mitteldeutschen Raum mittels einer angeschmiedeten Dülle und Nagel oder Schraube am Stiel befestigt. Die Federzwinge ist ein separates zweiteiliges Bauteil aus Blech, das aus Mantel und Kappe besteht. Die Zwinge umschließt den Holzstiel am Ende komplett und ist mit zwei Nägeln im Holz befestigt. Die Gabel ist dann mittels eines Dornes von unten in das Holz des Stiels stramm eingetrieben und die Federzwinge verhindert das Aufspalten des Holzes. Auf dem Bild oben ist eine Mistgabel mit einer Dülle zu sehen.
Anders als Heugabeln haben Mistgabeln dickere leicht geschwungene Stiele, die vorzugsweise aus biegsamen Holz wie Esche oder anderen Hölzern  wie Buche oder Eiche gefertigt werden.